# Benito Jacovitti

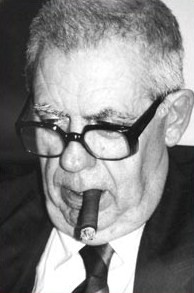
Benito Jacovitti

Benito Franco Giuseppe Jacovitti (Termoli, 9 maart 1923 – Rome (stad), 3 december 1997) was een Italiaans striptekenaar. Hij is de bedenker van beroemde stripfiguren als Cocco Bill en Cip l’arcipoliziotto en maker van stripromans zoals Kamasultra en van de beroemde schoolagenda Diario Vitt, die in 1949 voor het eerst uitkwam en waarvan in de jaren zestig en zeventig duizenden exemplaren zijn verkocht.
Jacovitti wordt beschouwd als een van de belangrijkste Italiaanse striptekenaars van de twintigste eeuw. Kenmerkend voor zijn grote hoeveelheid werk is de zeer eigen stijl, waarbij zijn gedetailleerde manier van tekenen en het gebruik van surrealistische details - zoals zijn stripfiguren die zijn uitgebeeld als salami of worm - het meest onderscheidend en bekend zijn. De weigering van Jacovitti zich te voegen naar het culturele conformisme van de jaren zestig en de beschuldiging, ten onrechte, dat hij een fascist zou zijn, leidden ertoe dat een aantal tijdschriften niet met hem wilden samenwerken. Hij is vervolgens een belangrijk figuur geworden in de geschiedenis van de Italiaanse strips, mede door de karikaturale vormgeving van zijn stripfiguren. Zijn veelgeprezen werk is vaak verweven met belangrijke gebeurtenissen in de Italiaanse geschiedenis.
Wat hem zo populair heeft gemaakt bij het grote publiek zijn de bijzondere manier waarop hij kleine personages en hun uitdrukkingen tekende; soms vrolijk en soms grotesk. Hij tekende salami’s en andere vleeswaren, slangen en reuzenslakken met elke denkbare gezichtsuitdrukking en ook veel andere figuurtjes die op de meest ondenkbare plekken tevoorschijn kwamen.
Een aantal van zijn personages is in de jaren zestig gebruikt voor tv-reclames en van stripfiguur Cocco Bill is in 2001 een tekenfilmserie gemaakt.

## Levensloop
Jacovitti is geboren op 9 maart 1923 in Termoli, een stad in de Italiaanse provincie Campobasso (provincie). Zijn familie was van Albanees-Slavische oorsprong. Hij begon belangstelling te tonen voor stripverhalen toen hij zeven jaar oud was. Als kind verhuisde hij eerst naar Macerata (stad) en vervolgens naar Florence (stad), waar het gezin zich definitief vestigde. Hier volgde hij ook een opleiding aan de Istituto statale d’arte (staatsinstituut voor de kunst).
In 1939, hij was toen nog zestien jaar oud, debuteerde hij als tekenaar in het satirische Florentijnse tijdschrift Il Brivido, waar hij paginagrote humoristische cartoons vol grappen voor maakte. In de eerste cartoon die hij maakte, genaamd La Linea Maginot (de Maginotlinie), dreef hij de spot met de oorlog. In 1940 had hij veel succes met het stripverhaal Pippo e gli inglesi (Pippo en de Engelsen); het leverde hem landelijke bekendheid op en leidde tot een samenwerking die uiteindelijk dertig jaar zou duren tot 1970 (toen hield het blad op te bestaan) met het weekblad Il Vittorioso van de katholieke uitgeverij AVE. Zijn slanke postuur leverde Jacovitti de bijnaam visgraat (Lisca di pesce) op en dit was de reden dat hij zijn tekeningen met een visgraat ging ondertekenen. Hoewel hij met de jaren wat dikker werd, bleef hij de visgraat als handtekening gebruiken. Hiervoor gaf hij als verklaring: ‘Misschien zou ik over moeten stappen naar een dikke vis of naar een walvis, maar in mijn jeugd was ik echt heel erg lang en mager.’
In 1949 begon Jacovitti, voor de uitgever die ook Il Vittorioso publiceerde, met het maken van schoolagenda’s: de Diario Vitt. Jacovitti maakte deze jaarlijkse agenda’s vol cartoons, illustraties en strips dertig jaar lang geheel zelf. De agenda’s verwierven een echte cultstatus, maar in 1980 stopte de productie toen de samenwerking met de katholieke uitgeverij AVE werd verbroken, omdat hij licht-erotisch werk had gepubliceerd.
In de jaren veertig begon Jacovitti ook een samenwerking met een ander katholiek weekblad genaamd ‘Intervallo’. Voor dit tijdschrift, dat niet lang bestaan heeft, maakte Jacovitti in 1945 het satirische verhaal in afleveringen Pippo e il dittatore (Pippo en de dictator), waarin personages voorkwamen die hij al eerder had gebruikt. Voor het blad Il Vittorioso bedacht hij nog eens tientallen personages, zoals signora Carlomagno (mevrouw Karel de Grote), Mandrago il mago (Mandrago de tovenaar) en l’onorevole Tarzan (de edelachtbare Tarzan). Vanaf 1957 ging hij werken voor het wekelijks jongerensupplement van het dagblad Il Giorno; hier werden enkele van zijn meest bekende personages als Cocco Bill en Gionni Galassia gepubliceerd. Ook tekende hij tien jaar lang voor de Corriere dei Piccoli (later de Corriere dei ragazzi, eveneens een jongerenkrant), waar hij Zorry Kid, Jack Mandolino, Tarallino en veel andere stripfiguren voor bedacht. Voor Il Giorno bedacht hij tevens Tizio, Caio en Sempronio; drie Romeinse personages die met elkaar in een macaronische (verbasterde) vorm van Latijn spraken. Voor Il Giorno dei ragazzi (een wekelijkse editie voor jongeren verbonden aan Il Giorno die de oplage met 40.000 tot 50.000 deed stijgen) bedacht hij de saga van Tom Ficcanaso (Tom die zijn neus in andermans zaken steekt); een journalist-detective die de hoofdrol speelde in heel veel verhalen zoals Gamba di Quaglia (‘kwartelpoot’), Chicchirino (‘haantje’) en Microciccio Spaccavento. Heel bekend waren ook de paginagrote cartoons in kleur die hij eveneens voor Il Giorno maakte en die op de laatste bladzijde van de maandageditie werden gepubliceerd. Voor het damessupplement van het dagblad Il Giorno, Il Giorno della Donna, bedacht hij het personage Lolita Dolcevita en in Il Giorno verschenen de stripverhalen Elviro Il Vampiro en Baby Tarallo.
Begin jaren vijftig werd hij ook medewerker van het katholieke dagblad Il Quotidiano, waarvoor hij een aantal politiek getinte satirische spotprenten maakte (hij was in feite de eerste die een spotprent voor de voorpagina maakte die bijna als hoofdartikel werd beschouwd) [geen bronvermelding]. Vanaf eind jaren veertig werkte hij ook samen met de humoristische krant Il Travaso delle idee, waarin hij samen met Federico Fellini een anti-communistisch verhaal publiceerde over ‘due compagni’ (twee kameraden). Hij moest hier echter mee stoppen omdat uitgeverij AVE van Il Vittorioso van mening was dat ‘de grote Jacovitti niet kon samenwerken met een dergelijk krantje’. Daarom schreef Jacovitti in het vervolg onder het pseudoniem Franz en tussen 1957 en 1960 maakte hij drie stripverhalen: Sempronio, Pasqualino Rififi en Alonzo.
Onder zijn meest bekende werken uit die tijd zijn de interpretaties van het verhaal over Pinocchio. Hij maakte er verschillende van en Pinocchio was onderwerp van meerdere stilistische en creatieve experimenten. In de woorden van recensent Gianni Brunoro: ‘Benito Jacovitti, bekend onder de pseudoniemen Lisca di pesce en Jac, is de enige geweest die meer dan een keer gehoor heeft gegeven aan de roep van dit fantasieverhaal, terwijl hij iedere keer weer een nieuwe invalshoek koos om het verhaal te benaderen. Een zoektocht die bijna veertig jaar heeft geduurd’. Jacovitti kwam vier keer op het verhaal van Pinocchio terug. De eerste keer was tijdens de Tweede Wereldoorlog; uitgeverij La Scuola uit Brescia publiceerde het werk in 1945. Hierna volgde een stripversie die tussen december 1946 en juli 1947 werd gepubliceerd in Il Vittorioso. Het derde verhaal over Pinocchio, net als het eerste bestaande uit een serie illustraties, maakte hij ongeveer twintig jaar later ook weer voor AVE die het publiceerde in 1964. Ten slotte maakte hij vier illustraties in de jaren zestig waarin hij Pinocchio laat interacteren met zijn eigen stripfiguren.
In de jaren zestig maakte Jacovitti ook tv-reclames met zijn eigen personages, zoals bijvoorbeeld met Cocco Bill en Zorry Kid voor oliefabrikant Teodora en met Pecor Bill voor textielfabriekant Lanerossi uit Vicenza. Daarnaast werkte hij aan honderden reclamecampagnes en tekende hij als cartoonist talloze posters voor de katholieke Comitati Civici (burgercomités) [zonder bron].
Halverwege de jaren zestig had hij een vaste rubriek in het weekblad L’Automobile. In het verhaal, een parodie op de doorsnee automobilist, stond het Agatone centraal. Tussen 1968 en 1982 bleef hij ook werken voor Il Corriere dei Piccoli waar hij onder andere de personages Zorry Kid, Jak Mandolino (een personage dat al voorkwam in Il Vittorioso maar nu samen met aangever Pop Corn werd getekend) Tarallino en Checco voor bedacht, en hij ging door met het maken van strips over Cocco Bill.
In 1974 werkte hij ook kort samen met het tijdschrift Linus, waar hij de personages Gionni Peppe en Joe Balordo voor creëerde en in 1981 maakte hij twee erotisch getinte verhalen over Joe Balordo; een sjofele privédetective. Erotiek kwam verder niet voor in zijn werk, behalve in zijn tekeningen voor het tijdschrift voor volwassenen Playmen, waar hij in 1977 samen met Marcello Marchesi een serie stripverhalen voor maakte genaamd Kamasultra. Met zijn kenmerkende stijl maakte hij een aantal tekeningen met expliciete seksuele thema’s, maar altijd op een luchtige en karikaturale manier gebracht. In een interview eind jaren zeventig vertelde de auteur dat hij in de tekeningen die hij voor jonge mensen maakte, door de censuur gedwongen werd zijn vrouwelijke personages geheel neutraal te tekenen, maar dat hij juist de neiging had om vrouwelijke vormen te overdrijven.
Hoewel hij in 1978 voor het laatst werkte voor Il Giornalino, ging dit tijdschrift ook na de dood van Jacovitti door met het maken van verhalen over Cocco Bill, zijn bekendste personage, maar nu getekend door zijn leerling Luca Salvagno. In de jaren negentig, inmiddels op leeftijd, liet Jacovitti zich bij het inkten helpen door Nedeljko Bajalica. Deze jonge Zwitserse auteur bleef bij Jacovitti tot het laatste moment, eerst als zijn assistent en later als coauteur van de serie RAP die ze maakten voor uitgeverij Balocco Editore.
Aan het einde van zijn leven maakte Jacovitti de illustraties voor het boek Tredici favole da raccontare (dertien fabels om te vertellen), van Lucia Spezzano. De personages, die bedacht waren door Spezzano, in onder meer De maharadja en de wijze, De haas en de mol en De pad van het betoverde vijvertje, waren de laatsten waar Jacovitti aan werkte. Hij maakte voor het boek dertien illustraties die elk een complete fabel vertegenwoordigden.
De werken van Jacovitti zijn gepubliceerd in talloze tijdschriften en daarna ook in verzamelde vorm uitgegeven in boeken. Tussen 1994 en 2001 werd het tijdschrift Jacovitti Magazine gepubliceerd dat volledig gewijd was aan zijn werk en waarin een groot deel van zijn stripverhalen opnieuw zijn uitgebracht.
Jacovitti stierf in Rome op 3 december 1997, een paar uur eerder dan zijn echtgenote Floriana Jodice. Hij ligt begraven op de begraafplaats in het plaatsje Romola (deelgemeente van San Casciano Val di Pesa, Florence), waar de familie van zijn vrouw vandaan kwam.

## Prijzen en onderscheidingen
In 1991 organiseerde de schrijver Fulvio Abbate een tentoonstelling met originele tekeningen van Jacovitti in de Galleria La Nuova Pesa di Roma; een van de eerste vormen van erkenning voor de auteur. Cesare Medail schreef naar aanleiding hiervan in het dagblad Corriere della Sera: ‘Links heeft Jacovitti eindelijk gerehabiliteerd.’
In december 1994 is hij door president Oscar Luigi Scalfaro benoemd tot ridder in de Orde van Verdienste van de Republiek Italië (Cavaliere Ordine al Merito della Repubblica italiana).
In juli 1971 wint Jacovitti in de plaats Bordighera de Gouden Palm van de Salone Internazionale dell’Umorismo (Internationale Salon van de Humor).
Het kunstzinnig lyceum in Termoli is naar Jacovitti vernoemd.
In de stad Termoli staat in de Corso Nazionale tevens een standbeeld ter ere van hem.
Jacovitti – Autobiografia mai scritta (Jacovitti - De autobiografie die nooit geschreven is) is een bloemlezing van Antonio Cadoni die door middel van oude interviews het leven en het werk van de auteur beschrijft en die tevens een uitgebreide literatuurlijst bevat.
Tutto Jacovitti was een tentoonstelling ter gelegenheid van zijn twintigste sterfdag én tegelijkertijd van het zestigjarig jubileum van het ontstaan van het personage Cocco Bill, waarin van 30 juni tot 27 augustus 2017 een serie originele tekeningen is getoond in het Palazzo Mathis in de stad Bra (gelegen in de Italiaanse provincie Cuneo).
Tentoonstelling il teatrino perpetuo (het eeuwige theatertje); een terugblik gewijd aan de auteur, van 25 november tot 5 januari 2018, ter gelegenheid van het Festival BilbOlbul in Bologna.

## Stijl en invloed
Voor wat betreft stijl is Jacovitti beïnvloed door Elzie Segar, de geestelijk vader van Popeye, en door de Zwitserse artiest Walter Faccini. Het taalgebruik in zijn strips wordt vaak geprezen en is vaak deel uit gaan maken van de alledaagse taal, maar Jacovitti is er daarentegen ook van beschuldigd dat zijn surrealistische tekeningen erg gewelddadige en soms zelfs paranoïde scenes bevatten.
Iemand mopperde, bijvoorbeeld, omdat er in westerns wat mensen vermoord worden. Maar is het gewelddadig te noemen als de dode een paar koprollen maakt, de kist inrolt en over de begraafplaats loopt op handen en voeten die uit de houten panelen van de kist steken?— Benito Jacovitti in een interview in het dagblad Corriere della Sera van 22 november 1992
De kenmerkende dynamische en snelle streken van zijn tekeningen, die zo spontaan lijken, blijken als je aandachtiger kijkt, opgebouwd te zijn uit kleinere elementen en met veel zorg op papier te zijn gezet: het lijkt er inderdaad op dat elke lijn van zijn illustraties meerdere malen opnieuw is getekend met zeer dunne penseelvoeringen.
De ‘Jacovitti stijl’ heeft veel striptekenaars geïnspireerd, waaronder tijdgenoot Francisco Ibáňez, die in Spanje beroemd is geworden vanwege de personages Mortadelo y Filemón.

## Personages
- Alonza Alonza detta Alonza
- Alvaro il Corsaro
- Baby Rocket
- Baby Tarallo
- Battista l'ingenuo fascista
- Cip l'arcipoliziotto
- Cocco Bill
- Don Pedro Magnapoco
- Elviro il Vampiro
- Gallina
- Gamba di Quaglia
- Giacinto corsaro dipinto
- Giuseppe
- Gionni Galassia
- Gionni Peppe
- Giorgio Giorgio Detto Giorgio
- Jak Mandolino
- Joe Balordo
- Kilometro il cane poliziotto
- La famiglia Spaccabue
- Mandrago
- Microciccio Spaccavento
- Occhio di Pollo
- Oreste il guastafeste
- Peppino il paladino
- Pippo, Pertica e Palla
- Pop Corn
- Raimondo il Vagabondo
- Signora Carlomagno
- Tex Revolver
- Tom Ficcanaso
- Zagar
- Zorry Kid

## Nederlandstalige publicaties
Een overzicht van Nederlandstalige publicaties:
Werk van Jacovitti is verschenen in enkele Nederlandse stripweekbladen. Het meeste daarvan stond in Pep: verhalen van Cocco Bill, Zorry Kid, Jak Mandolino, en cartoons met Giuseppe. Ook in Robbedoes en Sjors zijn enkele verhalen gepubliceerd.
Nederlandstalige boekuitgaven van werk van Jacovitti:
- Carlo Collodi: Pinokkio bewerkt door Hans Andreus, met tekeningen door Jacovitti. 1967, Rotogravure Pers
- Cocco Bill Haalt 7+, 1975: Semic Press (vertaling van Cocco Bill #20: Cocco Bill fa sette più)
- Cocco Bill Tussen de rails, 1975: Semic Press (vertaling van Cocco Bill #21: Cocco Bill sulle rotaie), ook verschenen onder de titel Cocco Bill contra de Tsjoek Tsjoek Klan
- De Billieputters ; City Beng Beng, 1980, Bussum: CentriPress, deel 1 uit Centripress stripreeks (vertaling van Cocco Bill #28: Coccobilliput en Cocco Bill #27: Cocco Bill contro chissà?)
- Cocco Bill contra de Tsjoek Tsjoek Klan, 1981, Bussum: Centripress, deel 2 uit Centripress stripreeks (vertaling van Cocco Bill #21: Cocco Bill sulle rotaie), ook verschenen onder de titel Cocco Bill Tussen de rails
- Cocco Bill In Brokkel-City, 1981, Bussum: Centripress, deel 3 uit Centripress stripreeks (vertaling van Cocco Bill #29: Cocco Bill sette per due)
- Kama Sutra, 1983, Den Haag : Rijperman, Amsterdam : Drukwerk, Blue Circle (oorspronkelijke titel: Kamasultra)
- Cocco Bill en Co, 2021: Uitgeverij HUM! (met verhalen van onder anderen Cocco Bill, Inspecteur Katteklop, Jak Mandolino, Kippenoog en Zorry Kid)

## De Jacovitti Club
In 1993 werd op initiatief van Edgardo Colabelli, een van zijn fans, de Jacovitti Club opgericht, waarvan Jacovitti zelf meteen voorzitter werd. In de eerste tien jaar van het bestaan van de Club kreeg deze meer dan zeshonderd leden van over de hele wereld. Ook veel gezagsdragers werden lid om de vermakelijke publicaties te lezen. Onder de leden waren onder andere Vittorio Sgarbi, Sergio Zavoli, Demetrio Volcic, Alfredo Biondi, Sergio Bonelli en Oscar Luigi Scalfaro.
Het officiële blad van de Jacovitti Club is het Jacovitti Magazine; een kleurrijke glossy in groot formaat. De Club heeft ook het boek Il Salgarone uitgebracht, gewijd aan de romans van Emilio Salgari die door Jacovitti vrij geïnterpreteerd zijn in meer dan driehonderd tekeningen. Daarnaast heeft de club nog drie grote posters en twee verzamelingen van tekeningen met beperkte oplage uitgebracht, en twee series ansichtkaarten gedrukt met een oplage van slechts vijfhonderd
Ook is de internationale prijs ‘Lisca di Pesce’ in het leven geroepen, die onder andere is gewonnen door Silver, Giorgio Cavazzano, Corrado Mastantuono, Luciano Bottaro, Luca Salvagno e Silvia Ziche. Vandaag de dag is de dochter van Jacovitti, Silvia, voorzitter van de club.

### Overige bronnen
1. ↑  Jacovitti[dode link] in de Koninklijke Bibliotheek (Nederland)
2. ↑  Jacovitti in the Netherlands. Gearchiveerd op 2 februari 2023.

- Bibsys: 12023171
- Bibliothèque nationale de France: cb11908408n (data)
- Gemeinsame Normdatei: 119185342
- International Standard Name Identifier: 0000 0003 8515 1723
- Library of Congress Control Number: n93123020
- Nationale en Universitaire bibliotheek Zagreb: 000072051
- Nederlandse Thesaurus van Auteursnamen: 069372535
- Istituto Centrale per il Catalogo Unico: CFIV020100
- Système universitaire de documentation: 026932970
- Virtual International Authority File: 2145971438432331648